# Отан
Ота́н (каз. Отан) — село у складі Жетисайського району Туркестанської області Казахстану. Входить до складу Абайського сільського округу.
У радянські часи село було частиною села Степне.
Населення — 1504 особи (2021; 1711 у 2009, 1555 у 1999, 1235 у 1989).